# Bolitoglossa striatula
Bolitoglossa striatula é uma espécie de anfíbio caudado pertencente à família Plethodontidae, sub-família Plethodontinae.